# Víctor Griffith
Pour les articles homonymes, voir Griffith.
 (février 2022).
Víctor Griffithné le 12 décembre 2000 à Panama, est un footballeur international panaméen. Il joue au poste de milieu de terrain au Deportivo Árabe Unido.

## Biographie

### En sélection
Avec les moins de 17 ans, il participe au championnat de la CONCACAF des moins de 20 ans en 2017. Lors de cette compétition organisée dans son pays natal, il joue cinq matchs, en officiant comme capitaine. Le Panama enregistre deux victoires, un nul et deux défaites.
Avec les moins de 20 ans, il participe au championnat de la CONCACAF des moins de 20 ans en 2018. Lors de cette compétition organisée à Bradenton, en Floride, il joue six matchs, en officiant comme capitaine. Le Panama enregistre un total de six victoires et une défaite. Il dispute ensuite l'année suivante la Coupe du monde des moins de 20 ans qui se déroule en Pologne. Lors du mondial junior, il joue quatre matchs, en officiant une nouvelle fois comme capitaine. Le Panama s'incline en huitième de finale face à l'Ukraine.
Il joue reçoit sa première sélection en équipe du Panama le 10 octobre 2020, lors d'un match amical gagné (1-0) contre le Costa Rica.
En 2021, il est retenu par le sélectionneur Thomas Christiansen afin de participer à la Gold Cup 2021 organisée aux États-Unis. Lors de cette compétition, il ne joue qu'une seule rencontre, face à Grenade. Malgré un bilan honorable d'une victoire, un nul et une défaite, le Panama est éliminé dès le premier tour.